# Парламентські вибори в Естонії 2011
Парла́ментські ви́бори в Есто́нії 2011 відбулися 6 березня.
Перемогу здобула очолювана прем'єром Андрусом Ансіпом правоцентристська коаліція.
На своє перше робоче засідання зібралися депутати нового 12 скликання естонського парламенту, які 4 квітня були приведені до присяги.
Відбулося підписання коаліційного договору між Реформістською партією та партією Ісамааліт — Республіка, які сформували новий уряд.